# Studentenpalast
Koordinaten: 48° 27′ 39″ N, 35° 4′ 16″ O
Der Studentenpalast der Nationalen Universität Dnipro (ukrainisch Палац студентів імені Юрія Гагаріна Дніпровського національного університету імені Олеся Гончара, deutsch Juri-Gagarin-Studentenpalast der Dniproer Oles-Hontschar-Nationaluniversität), ehemals Potemkinscher Palast (ukrainisch Потьомкінський палац), ist ein Architekturdenkmal von nationaler Bedeutung der Ukraine und befindet sich in der Metropole Dnipro. Er steht als Baudenkmal Nummer 1061 unter Denkmalschutz.

## Geschichte

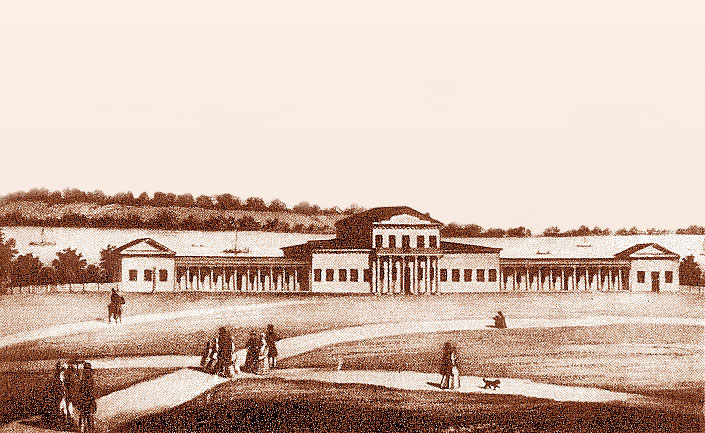
Vorgängerbau (19. Jahrhundert)

Nach der Eroberung Neurusslands im Zuge des 5. Russischen Türkenkrieges (1768–1774) in deren Rahmen auch der Generalleutnant, Graf und Günstling der Zarin Katharina II. Grigori Potjomkin in die nun zum Russischen Kaiserreich gehörenden Gebiete zog, wobei in diese Zeit auch die Gründung von Jekaterinoslaw (wörtlich: zu Ehren Katherinas) als Hauptstadt der neuen Gebiete und anderer Städte wie Odessa, Saporischschja, Cherson Sewastopol und Mykolajiw verabschiedet und umgesetzt wurden.
Als Gouverneur Neurusslands benötigte Potjomkin ein standesgemäßes Domizil, weswegen er im Rahmen eines gesamtstädtischen Projektes den damals bekanntesten Architekten des Russischen Imperiums dem St. Petersburger Iwan Jegorowitsch Starow (russisch Старо́в, Ива́н Его́рович) seinen Palast anlegen ließ, welcher vom prominenten Architekten Matwei Fjodorowitsch Kasakow (russisch Казако́в, Матве́й Фёдорович) von 1787 bis 1790 im Stile des seinerzeit herrschenden Klassizismus auf der rechten Seite des Dnepr und gegenüber der Klosterinsel gebaut wurde.
1790 nach der Vollendung des Potemkinschen Palastes reiste auf Verlangen von Potjomkin der St. Petersburger Gartenbaumeister W. Gold (russisch В. Гольд) ein und legte einen, den Palast umgebenden, barocken Garten und gleichzeitig das wohl bedeutendste Gewächshaus seiner Zeit an.
Der Palast wurde stark an die zu diesem Zeitpunkt im Bau befindliche Verklärungskathedrale angelehnt, deren Grundmauern gerade errichtet worden waren. Diese Komposition sollte die gerade entstehende Stadt prägen.
Der Palast ist nicht nur aufgrund seiner 121 Meter langen Fassade, sondern auch aufgrund seiner prächtigen Dekoration eine bedeutende Sehenswürdigkeit der Stadt Dnipro und womöglich gar der gesamten Südukraine (ehemals Neurussland).
Eigentlich sollte die Zarin Katharina II. 1792 zu ihrem 30-jährigen Krönungsjubiläum die Stadt und den Palast besuchen jedoch kam es nach dem Tode ihres Günstlings und Geliebten Potjomkin im Jahre 1791 nie dazu.
Während der Regentschaft Paul I, der wie von einer fixen Idee besessen immer darauf drängte das Gegenteil von dem zu tun, was seine Mutter die Zarin Katharina II. tat, wurde Palast stark vernachlässigt, wobei man vielleicht treffender sagen könnte „in eine Ruine verwandelt“.

### Nutzungswandel
In den 1830ern wurden Stimmen laut, die eine Renovierung und Restauration forderten, da sich der Zustand des Palastes von Tag zu Tag zu verschlechtern schien – vom einstmals prächtigem Dach waren nur noch Überreste zu erahnen, die Säulen waren stark angegriffen und die Wandfarben waren nur noch zu vermuten. Dem damaligen Jekaterinoslaw fehlten jedoch die finanziellen Mittel um eine eigentlich benötigte Vollsanierung zu finanzieren und so allerdings wurde das Gebäude wenigstens notdürftig saniert. Durch Spenden des Fabrikanten und Industriellen A. N. Paul wurde im Palast das „Öffentliche Museum des Gouvernement Jekaterinoslaw“ eingerichtet (heute Historisches Museum Dnipro).
Dieses 1849 eröffnete Museum gilt als das erste öffentliche Museum der Stadt. Zudem durfte die lutherische Gemeinde den Palast als Gotteshaus nutzen, bis sie im Jahr 1866 eine eigene Kirche erhielt. Wichtige offizielle Veranstaltungen der Stadt wurden ebenfalls im Palast ausgerichtet. Er entwickelte sich dadurch zum Zentrum des kulturellen Lebens von Jekaterinoslaw, das hier im Jahr 1887 seinen 100. Stadtgeburtstag feierte.
Die 1889 eröffnete Höhere Bergbauschule (später Bergbauinstitut, dann Nationale Bergbauuniversität, heute Nationale Technische Universität „Dniproer Polytechnikum“) besaß zunächst ebenfalls keine eigenen Gebäude und nutzte daher in den ersten Jahren ihres Bestehens den Palast als Vorlesungsgebäude. In den Jahren 1904 und 1905 war im Gebäude eine Werkstatt zum Nähen von Uniformen untergebracht. Im Jahr 1905 tagte hier der XIII. Allrussische Archäologische Kongress, in den Folgejahren wurden hier auch mehrfach Ausstellungen und Konzerte durchgeführt. Auch örtlichen Adelswahlen und die Wahlen der Vertreter der Region Jekaterinoslaw für die Staatsduma fanden mehrfach im Gebäude statt.
Gleich dreimal diente der Palast als Lazarett: im Krimkrieg, im Ersten Weltkrieg und im Russischen Bürgerkrieg. Im Jahr 1918 war das Gebäude Teil der neu begründeten Universität von Jekaterinoslaw. Mit dem Sieg der Bolschewiki wurde der Palast erneut neuen Nutzungen zugeführt und als Arbeiter-Erholungsheim «Iljitsch» (russisch Дом отдыха рабочих имени Ильича) deklariert, was er bis zur Ankunft der Deutschen im Jahr 1941 auch blieb.

### Wiederaufbau als Studentenpalast
Im Zweiten Weltkrieg wurde das Gebäude schwer beschädigt. Es blieben nur noch die Außenmauern und Säulen stehen. Es wurde daher beschlossen, den Palast so wiederaufzubauen, dass er den aktuellen Bedürfnissen entsprach. Das ursprüngliche Aussehen ging durch diesen Umbau der Architekten Arkadi Baranski und S. P. Gluschkow sowie des Ingenieurs A. A. Mutschnik verloren, denn der Neubau erhielt ein Geschoss mehr. Am 4. Oktober 1952 wurde er als Kulturpalast der Studenten der Universität Dnipropetrovsk wiedereröffnet. Dieser wurde 1963 nach dem Kosmonauten Juri Gagarin benannt. Er gilt als erster Studenten-Kulturpalast der gesamten Sowjetunion.
Fortan gehörte der Studentenpalast dem Regionalrat der Gewerkschaften. Er musste in den Jahren von 1985 bis 1993 saniert werden und ging dann an die Staatliche – heute Nationale – Universität Dnipro über, die ihn seitdem als repräsentatives Gebäude nutzt. Durch die Hanglage besteht eine gewisse Gefahr für die Bausubstanz, da dieser in Bewegung ist und für Risse am Gebäude sorgt.
Die Räumlichkeiten des Palastes beherbergen seit 1999 auch die Galerie Hetmane der Ukraine (ukrainisch Гетьмани України) sowie seit dem Jahr 2005 das Museum für Geschichte der Dniproer Nationalen Universität «Oles Hontschar» (ukrainisch Музей історії Дніпровського національного університету імені Олеся Гончара), das im Jahr 1968 gegründet wurde und sich zuvor in der Karl-Marx-Allee 36 befand. In den Jahren 2010 und 2017 bemalten Studenten der Kunstgeschichte die Decken des Palastes mit Jahreszeiten-Motiven. Seit 2014 wird er für Theateraufführungen genutzt, die regelmäßig stattfinden. Seitdem wurden weitere Sammlungen eröffnet bzw. ergänzt, darunter eine archäologische Ausstellung und die Musikinstrumente-Sammlung.

## Baubeschreibung
Das Bauwerk zieht sich als klassizistische Basilika von Südwesten nach Nordosten und besitzt an beiden Gebäude-Enden einen Säulen-Portikus. Die Südwestfassade wird zudem von Flügelbauten mit Laubengängen flankiert, an deren Ende sich Loggien befinden. Das Gebäude bewahrt auch nach dem starken Ausbau der 1950er Jahre seine strenge klassizistische Symmetrie, die schon den Palast der 1790er Jahre charakterisierte. Die Fassade wurden weitgehend schlicht gehalten und lediglich ein Fries sowie fensterrahmende Elemente als Verzierung gewählt. Der Portikus besteht jeweils aus einer vorderen Säulenreihe, die der korinthischen Ordnung folgt, und den Dreiecksgiebel trägt, und einer hinteren Reihe von Pilastern. Entfernt wurden mittlerweile Basreliefs von Lenin und Stalin, Studentenskulpturen auf dem nordöstlichen wie auch auf dem südwestlichen Portikus sowie ein Brunnen vor diesem. Die Säulen der Laubengänge entsprechen am ehesten der toskanischen Ordnung, sind aber wuchtiger und ohne Basis gestaltet.

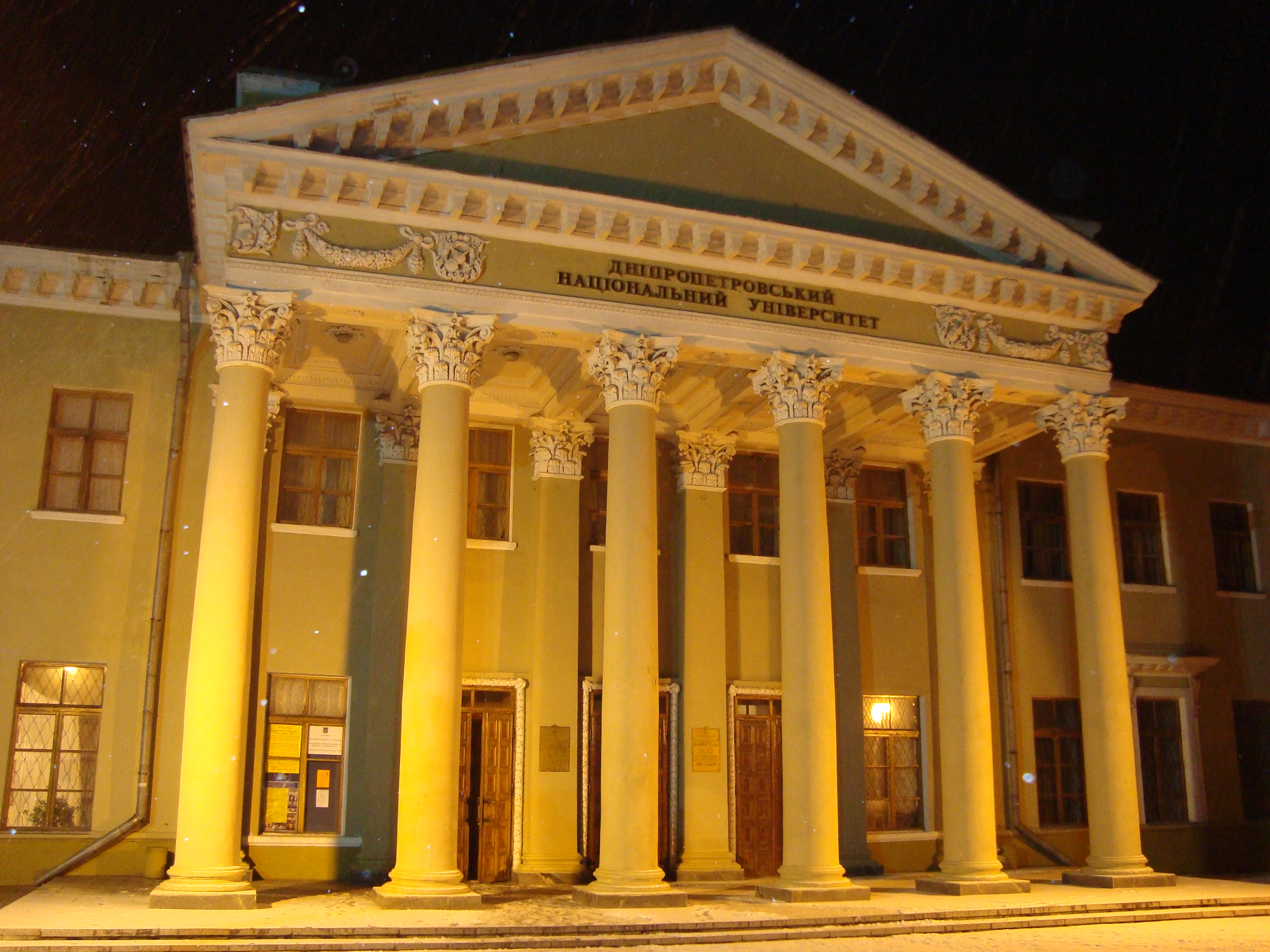
Portikus Südwestseite
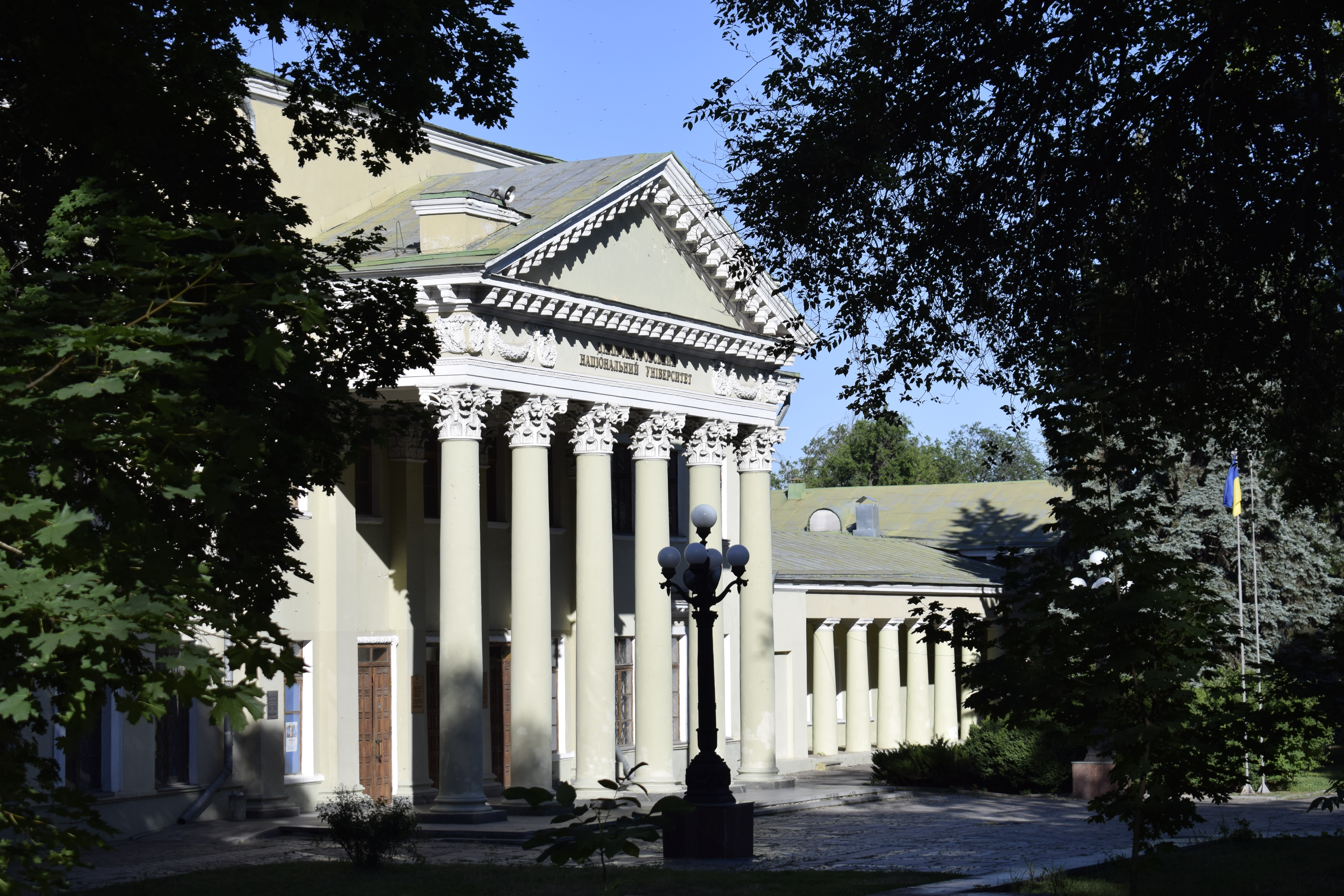
Portikus Südwestseite mit Kolonnade
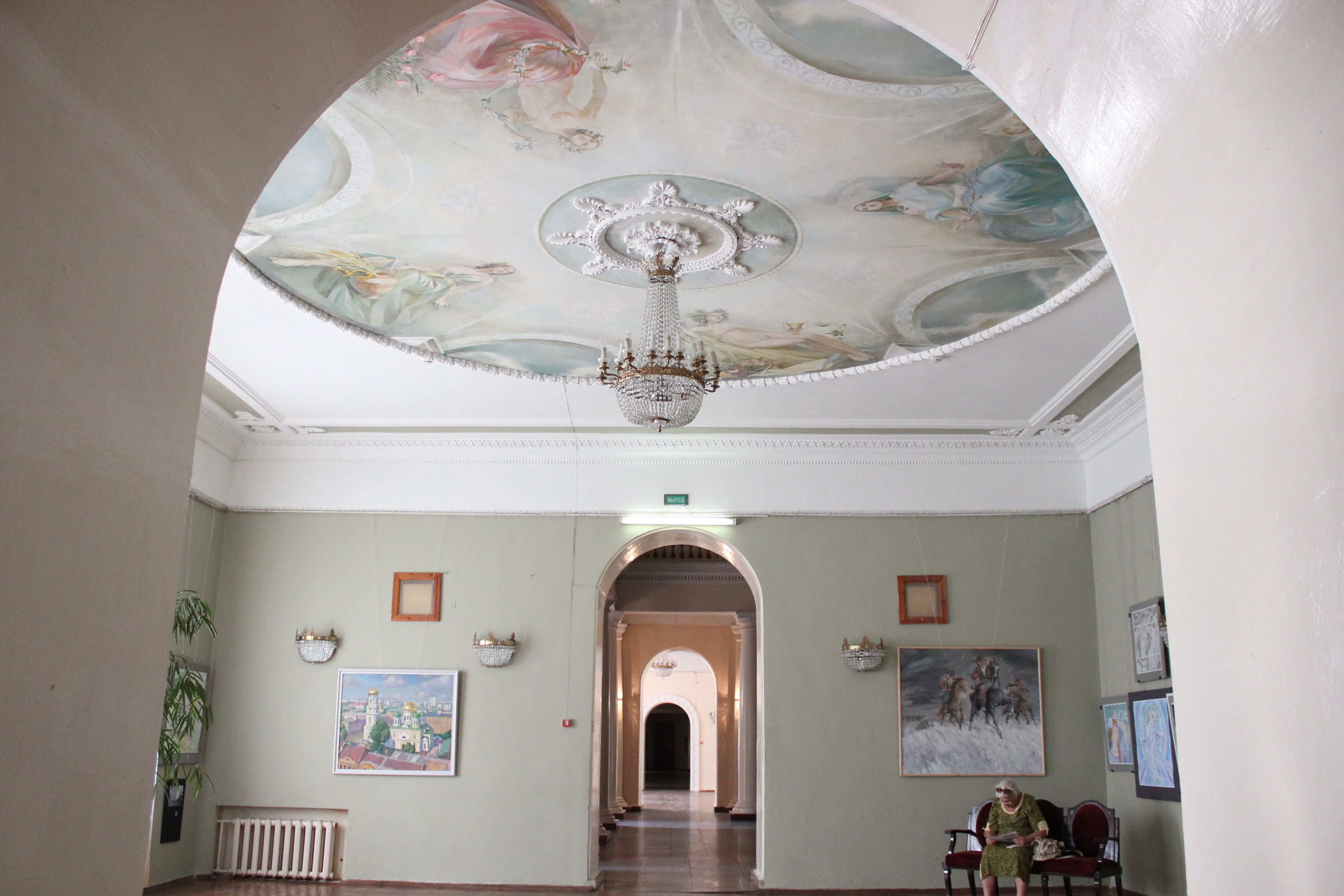
Deckendekoration
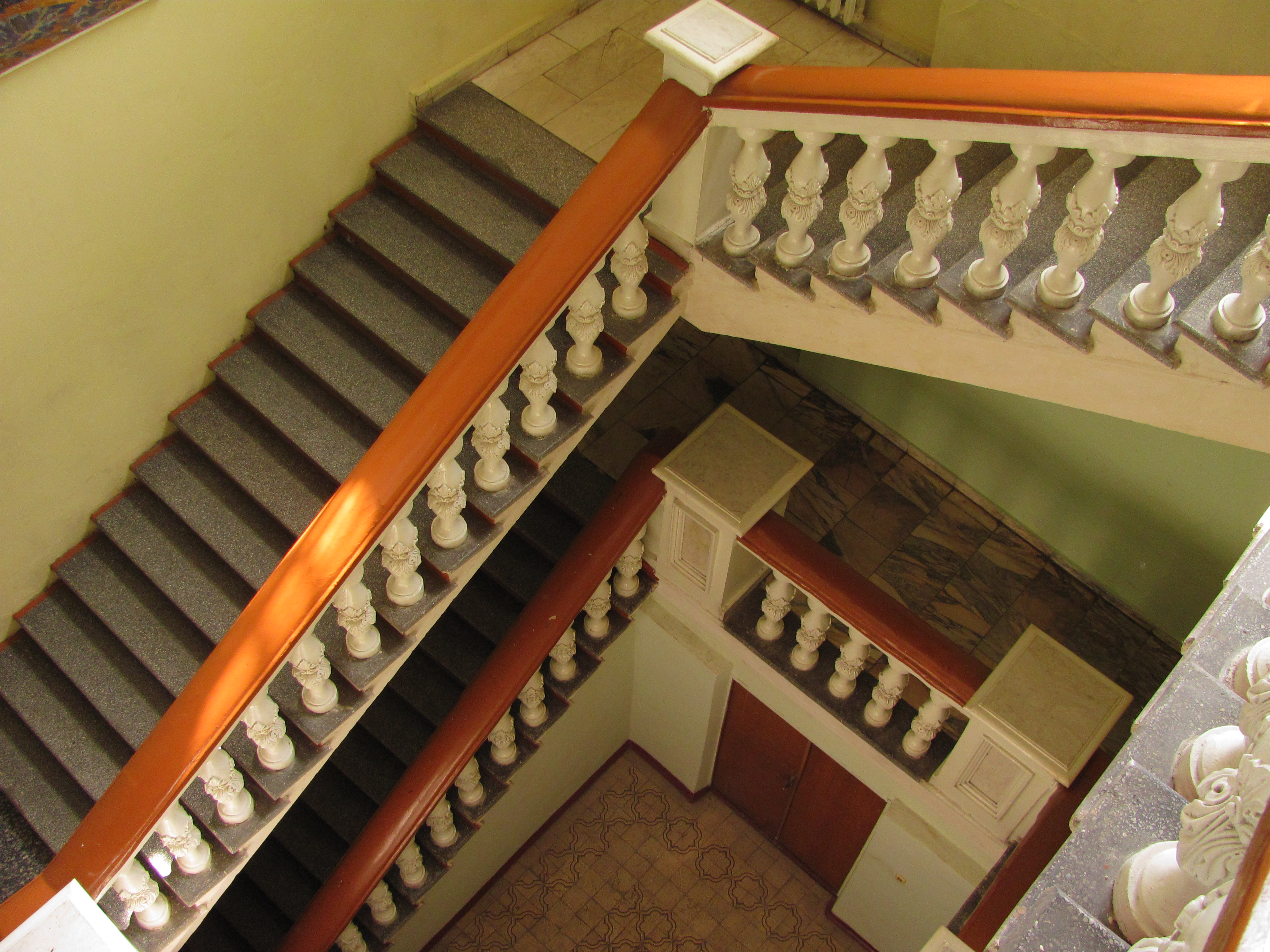
Treppenhaus
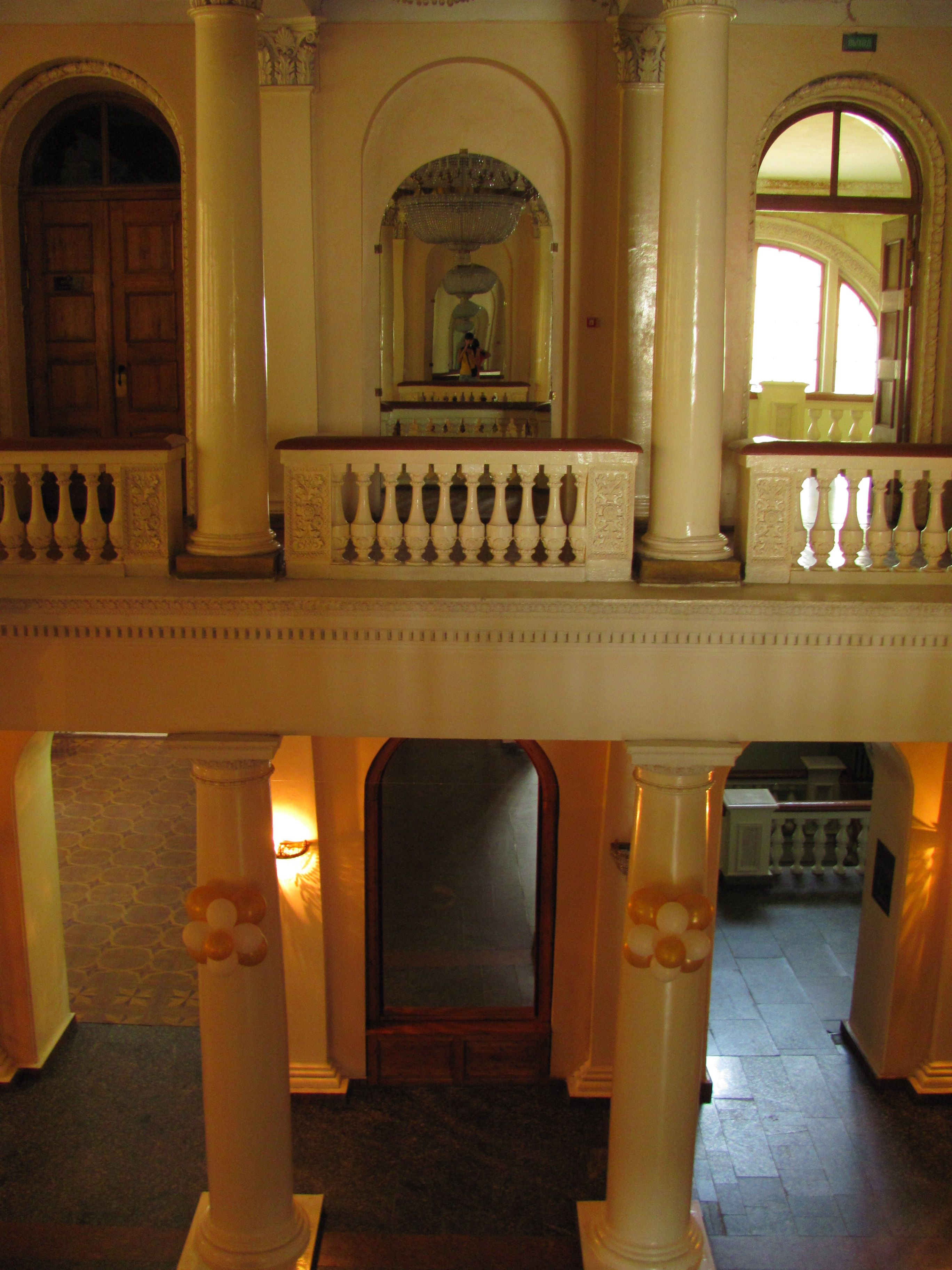
Galerie
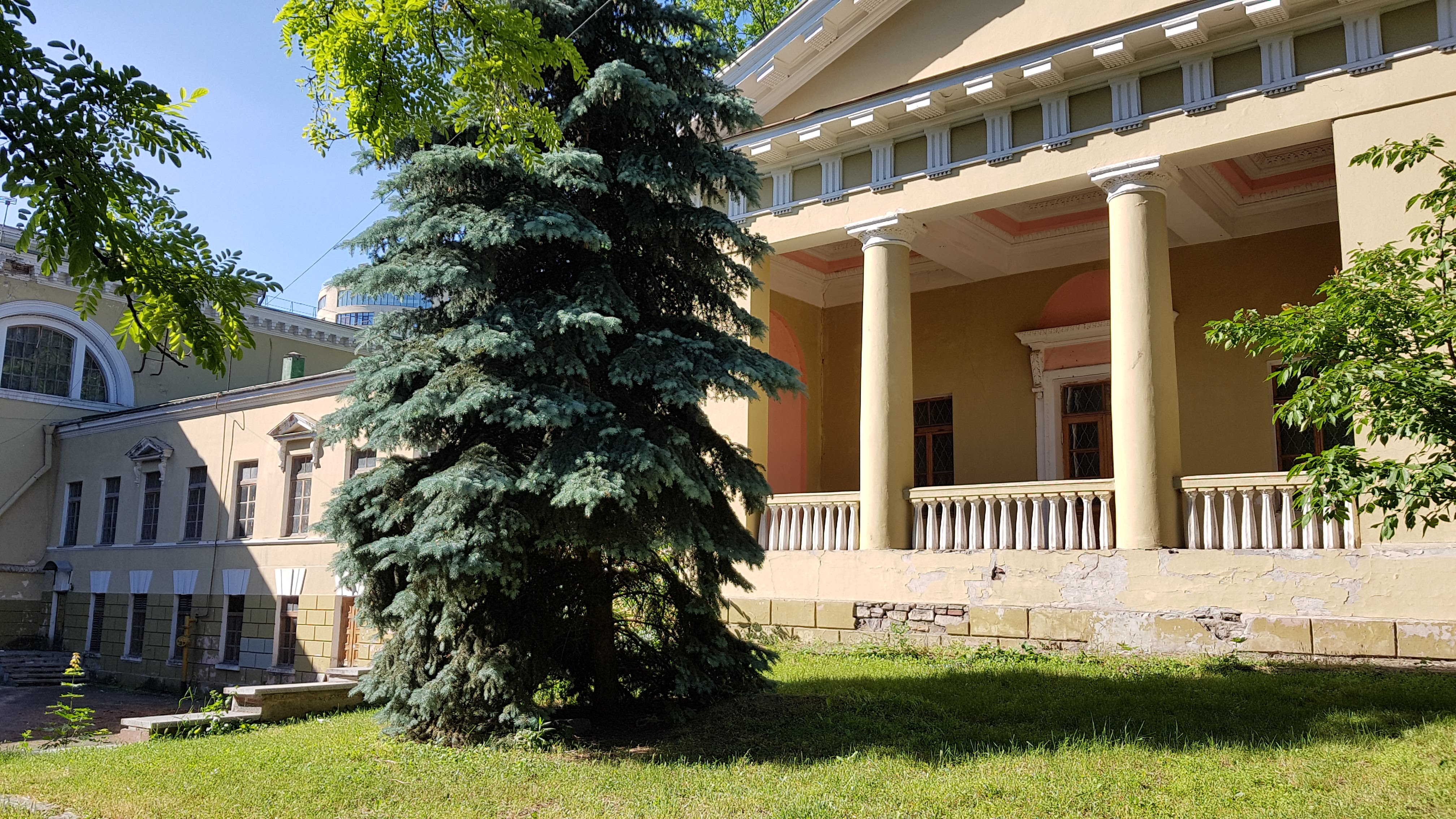
Loggia Flügelbau
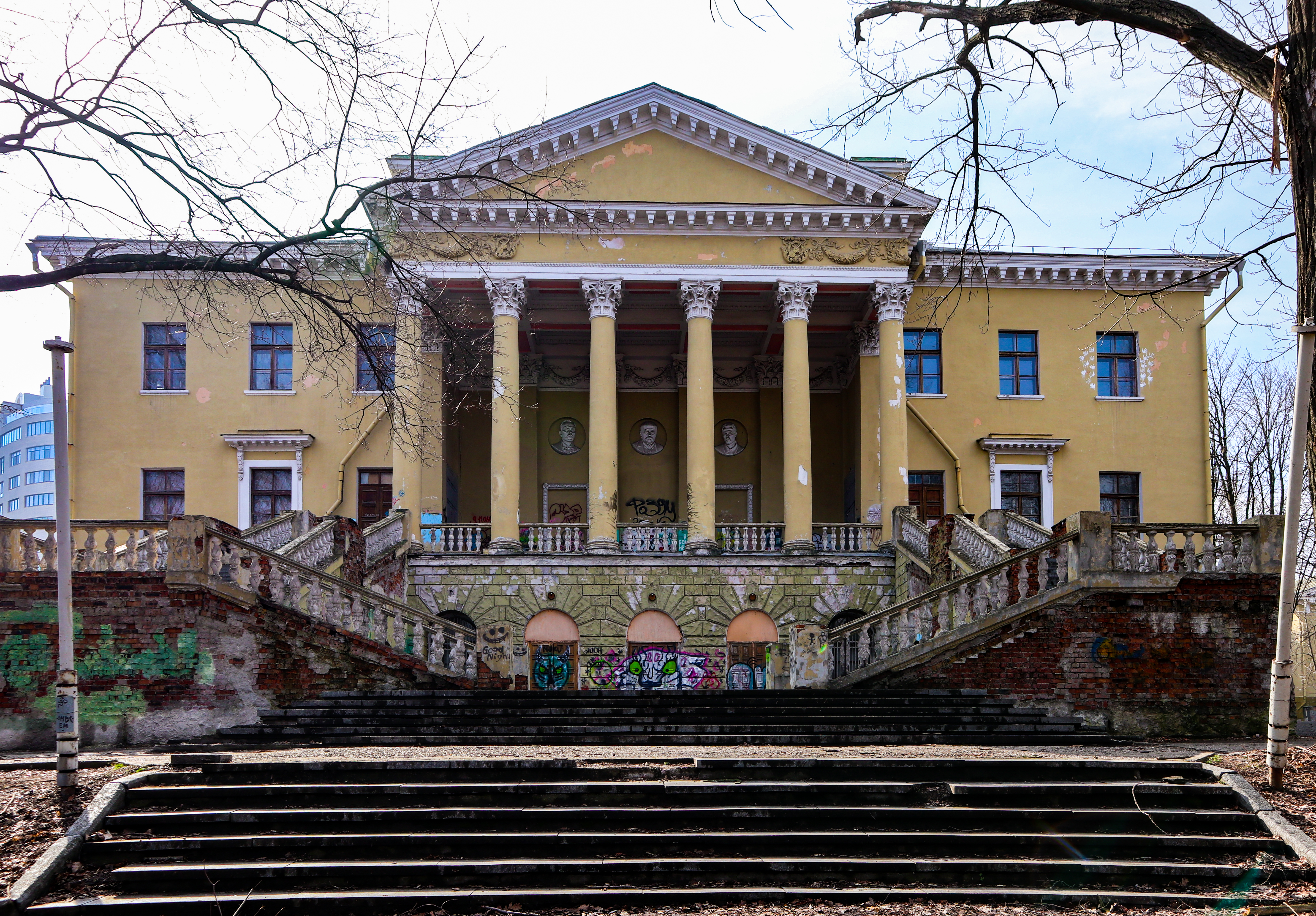
Portikus Nordostseite mit Treppenanlage
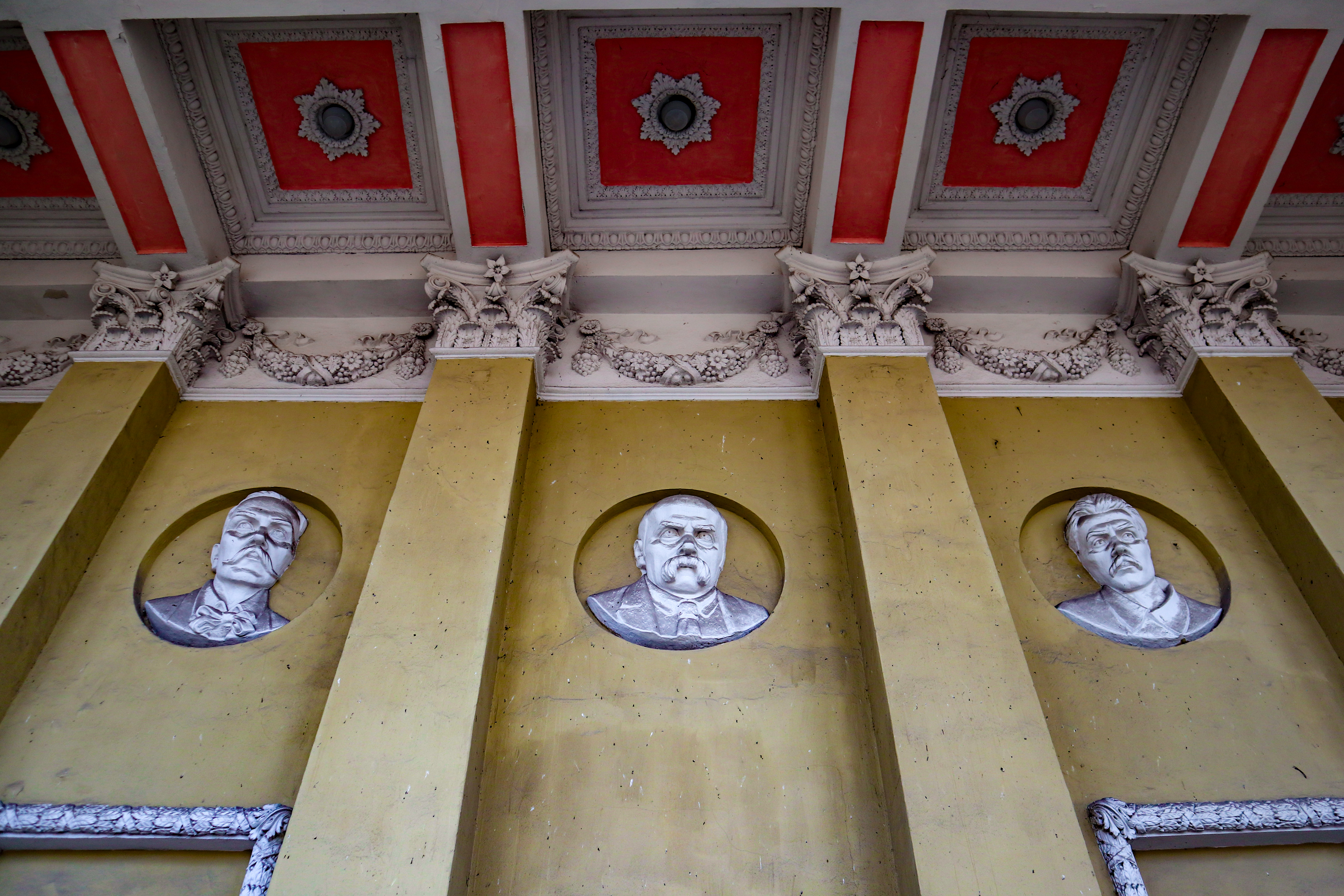
Basreliefs im Nordost-Portikus

 Umfeld 
Der Palast befindet sich im Uferbereich des Schewtschenko-Parks im Stadtteil Sobor nahe der Merefa-Cherson-Brücke und etwa 200 Meter von der Verklärungskathedrale entfernt. Von der Uferseite aus führt eine Treppenanlage mit Balustraden zum Portikus hinauf. Im Park stehen mehrere Denkmäler, an der Fassade des Palastes befinden sich Gedenktafeln.